# Hugo Alfvén
Hugo Emil Alfvénⓘ (1 de maio de 1872 – 8 de maio de 1960, Suécia) foi um compositor, maestro, violinista e pintor sueco.

## Biografia
Alfvén nasceu em Estocolmo, estudou no Conservatório de música de 1887 a 1891, com o violino como seu principal instrumento. Recebe lições de Lars Zetterquist, teve aulas de composição com Johan Lindegren. 
Tocou violino na Royal Opera de Estocolmo. Morreu em 1960 em Falun (Suécia), aos 88 anos. 

## Violinista
Estudou técnica de violino em Bruxelas com César Thomson.

## Maestro
A partir de 1910 Alfvén foi diretor musical, da Universidade de Uppsala (um posto que ocupou até 1939). Também dirigiu o coro Orphei Drängar voz masculina (ou "DOM") (até 1947), 
nos festivais realizados em Dortmund (1912), Estugarda (1913), Gotemburgo (1915) e Copenhaga (1918-1919). Ele recebeu um doutoramento honoris causa da Universidade de Uppsala em 1917 e tornou-se membro da Academia Real de Música de Estocolmo, em 1908. 

## Compositor
Alfvén tornou-se conhecido como um dos principais compositores da Suécia, juntamente com Wilhelm Stenhammar.

### Rapsódia Sueca #1 (Midsommarvaka)

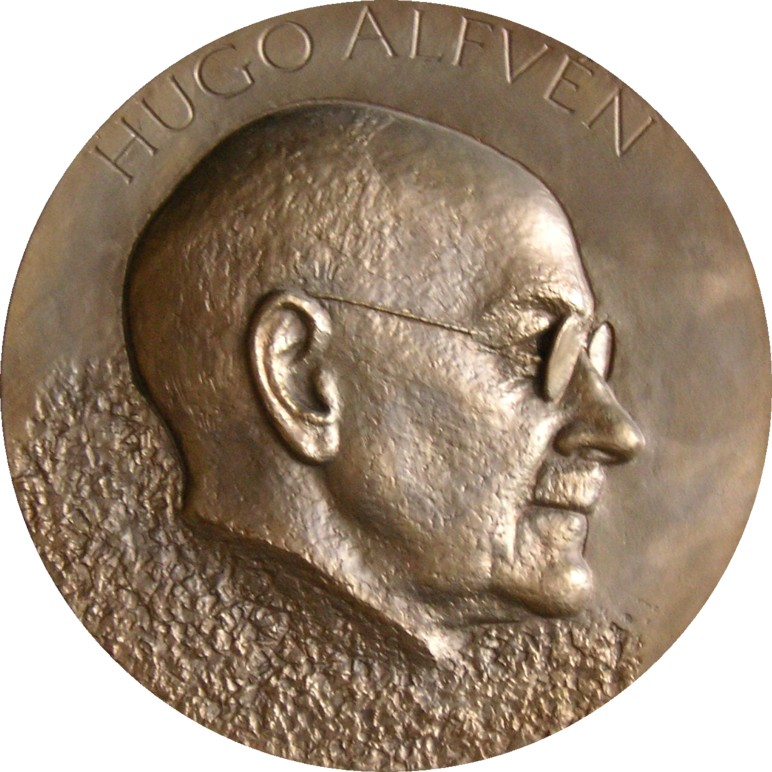

A primeira Rapsódia, também conhecida como Midsommarvaka foi escrita em 1903 é muitas vezes chamada de "Rapsódia Sueca" é a mais conhecida peça composta por Hugo Alfvén, e também uma das mais conhecidas da Suécia. 
Há várias referências à cultura pop, o seu principal tema.

## Pintor e escritor
Foi talentoso pintor de aguarelas, pensou dedicar-se inteiramente à pintura. Era também um talentoso escritor. A sua autobiografia 4-volumes tem sido chamada de "cativante", e fornece dados significativos sobre a vida musical da Suécia, nos quais ele foi uma figura central por mais de meio século. 

## Obras

### Orquestral
- Sinfonia No. 1 em fá menor op 7
- Sinfonia No. 2 em ré maior op 11 (Mainz, 1901)
- Sinfonia No. 3 em mi maior op 23 (1905)
- Sinfonia No. 4 em dó menor op 39 (Viena, 1922)
- Sinfonia No. 5 em lá menor op 54
- Rapsódia Sueca No. 1 (Midsommarvaka), op 19 (Copenhaga, 1908)
- Rapsódia Sueca No. 2 (Rapsódia de Uppsala), op 24 (Estocolmo, 1907)
- Rapsódia Sueca No. 3
- Abertura de Festival
- Poema sinfónico, En skärgardssägen, op 20 (Estocolmo, 1921)
- Festspel para teatro, op 25 (Estocolmo, 1908)
- Drapa, op 27
- Den bergtagna, ballet-pantomime, op 37

### Voz e orquestra
- Os Sinos, barítono e orquestra, op 13
- Balada, barítono, coro masculino e orquestra op 30
- Cantata da Exposição Báltica, op 33 (1914)
- Ode a Gustavus Vasa, solistas, vozes mistas e orquestra, op 40

### Música de câmara
- Sonata para violino e pianoforte, op 1
- Romance, violino e piano, op 3
- Elegia para trompa e piano, op 5
- Peças diversas para piano
- Canções